# Локомотив (Мездра)
«Локомотив» — болгарський футбольний клуб з міста Мездра.

## Історія
Перша згадка про клуб датована 1929 роком. Перша назва клубу було «Левскі» на честь національного героя Болгарії Василя Левського. На наступний рік після утворення клубу він був перейменований в «Тіча».
З 1932 року «Тіча» брала участь у болгарській першості з футболу. У 1945 році клуб отримав нову назву — «Локомотив», яка збереглася до 1957 року. У сезоні 1945/46 років «Локомотив» дійшов до 1/8 фіналу кубка Болгарії.
З 1957 по 1963 рік клуб називався «Дінко Петров». Потім до 1973 року команда знову носила назву «Локомотив». У 1973—1978 роках клуб називався «ЖСК-Металург», після чого команді було знову повернуто назву «Локомотив».
У сезонах 1993/94 і 2002/03 у розіграші кубка Болгарії клуб досягав стадії 1/16 фіналу.
У 2007 році «Локомотив» виграв другий дивізіон чемпіонату Болгарії з відривом від переслідувачів у 10 очок і вперше за роки свого існування отримав право зіграти у вищій лізі Болгарії. У першому сезоні залізничники виступили досить успішно, опинившись за підсумками сезону на восьмому місці. А ось за підсумками наступного розіграшу «Локомотив» посів 14 місце і залишив вищий дивізіон.
У 2012 році клуб через борги був розформований. Натомість два інші клуби зі схожими назвами були засновані в Мездрі — «Локомотив 1929» у 2011 році та «Локомотив 2012» у 2012 році.
2016 року обидва клуби припинили своє існування через фінансові проблеми, натомість був відновлений «Локомотив». У 2018 році команді вдалося виграти обласну лігу Враци та просунутись до Третьої ліги.

## Хронологія назв
- «Левскі» (1929 – 1930)
- «Тіча» (1930—1932)
- «Локомотив» (1932—1957)
- «Дінко Петров» (1957—1963)
- «Локомотив» (1963—1973)
- «ЖСК-Металург» (1973—1978)
- «Локомотив» (1978—2012, з 2016)